# 網域控制器
網域控制器是由微軟Windows伺服器系統當中，專責保安認證請求（例如：登入、權限檢查等）服務的伺服器。
在Windows NT，中央網域控制器被稱為主要網域控制器（Primary Domain Controller，簡稱PDC），是整個網域裡的唯一主要控制器；而網域內的其他控制器都只能成為備份網域控制器（Backup Domain Controller，簡稱BDC）。

## 參看
- 動態目錄
- 靈活單主機操作（Flexible single master operation、FSMO）
- Windows SID

## 外部連結
- How domain controllers are located in Windows （页面存档备份，存于）
- Pre-integrated open source domain controller （页面存档备份，存于）